# Пернов (линейный корабль, 1710)
«Пернов» — парусный 50-пушечный линейный корабль Балтийского флота России.
Название корабль получил в честь города Пернов, взятого русскими войсками 14 августа 1710 года.

## Постройка
Корабль был заложен в сентябре 1708 года на Олонецкой верфи и после спуска на воду по одним данным в 1710 году, по другим в июле 1711 года вошёл в состав Балтийского флота России.
Строительство вёл корабельный мастер Г. А. Меншиков. В сентябре 1711 года был переведён с верфи в Санкт-Петербург.

## Описание корабля
Парусный линейный корабль 4 ранга, один из четырёх кораблей типа «Рига», ставшими первыми кораблями данного типа Балтийского флота. Они обладали слабой мореходностью и имели низкие маневренные качества, что было обусловлено строительством на приладожских верфях.
Длина судна составляла 35,7 метра, ширина — 12,3 метра, а осадка — 4 метра. Экипаж судна состоял из 330-и человек. Вооружение составляли 50 орудий, при этом на нижнем деке были установлены 18-фунтовые орудия, на верхнем — 12-фунтовые, а на фордеке и баке — 4-фунтовые.

## Служба
Принимал участие в Северной войне.
В 1712 году входил в состав эскадры, находившейся у Кроншлота для защиты Санкт-Петербурга, участвовал в манёврах на рейде с целью обучения экипажа.
24 июля (4 августа) принимал участие в преследовании трёх шведских кораблей, которые подошли к острову Котлин.
С мая по сентябрь 1713 года выходил в крейсерские плавания в Финский залив в составе эскадры вице-адмирала К. И. Крюйса, 10 (21) и 11 (22) июля участвовал в преследовании отряда шведских судов.
В 1714 и 1715 годах входя в состав различных эскадр выходил в крейсерства в Финский залив.
В 1716 и 1717 годах стоял на Кронштадтском рейде.
Корабль «Пернов» был разобран в 1721 году.

## Командиры корабля
Командирами корабля «Пернов» в разное время служили:
- А. Декур (1711 год).
- Б. Эдвард (1712 год).
- Я. Валронт (1713 год).
- П. Беземакер (1713—1716 годы).